# Лоури, Джон Патрик
Джон Патрик Лоури (англ. John Patrick Lowrie; род. 28 июня 1952, Гонолулу, Гавайи, США) — американский актёр озвучания, наиболее известный по озвучиванию снайпера в Team Fortress 2 и различных персонажей в Dota 2. Он играл Шерлока Холмса в радиосериале «Дальнейшие приключения Шерлока Холмса» с 2001 года.

## Биография
Родился 28 июня 1952 года в городе Гонолулу, столице штата Гавайи. Его юность прошла в городе Боулдере, штате Колорадо, где он недолго посещал различные средние школы, прежде чем поступить на службу в военно-морской флот США. Он получил степень доктора философии в области музыкальной композиции в Музыкальной школе Университета Индианы. Джон женат на Эллен Маклейн с 1986 года и озвучивал персонажей вместе с ней в Team Fortress 2, Half-Life 2 и Dota 2.
Самыми известными его работами являются роль снайпера в игре Team Fortress 2, роль Одессы Кэббеджа в Half-life 2 и агента Грея в игре The Matrix Online.
Лоури сыграл Шерлока Холмса в радио сериале о дальнейших приключениях Шерлока Холмса по программе воображение театра с 2001 года. Он также озвучивал Холмса в связанном с программой радиосериале «Классические приключения Шерлока Холмса». Он и Лоуренс Альберт, который озвучивает доктора Ватсона в программе, являются самой долгоиграющей аудиокомандой Холмса и Ватсона в истории американского радио.
В 2011 году он опубликовал научно-фантастический роман под названием Танцы с вечностью. Версия аудиокниги, рассказанная Лоури и его женой Эллен Маклейн, была выпущена в апреле 2014 года.
Принимает участие в фанатских пересъемках и переозвучках анимационных видео и комиксов по игре Team Fortress 2. В апреле 2024 года вместе с ютубером Shork и актерами озвучки Гэри Шварцем и Денисом Бейтманом воссоздали анимационный ролик по игре Team Fortress 2 «Встречайте снайпера» в живом формате.

## Озвучивание

### Видео игры
| Год  | Игра                                            | Роль | Примечания |
| ---- | ----------------------------------------------- | --- | ---------- |
| 1997 | Betrayal in Antara                              | Тир, Энкуди, Макки                                                                                           |            |
| 1997 | Spy Fox in "Dry Cereal"                         | Артимис Дж . Бигпиг                                                                                          |            |
| 1997 | Total Annihilation                              | Рассказчик                                                                                                   |            |
| 1998 | Total Annihilation: The Core Contingency        | Рассказчик                                                                                                   |            |
| 1998 | Total Annihilation: Battle Tactics              | Рассказчик                                                                                                   |            |
| 1998 | Police Quest: SWAT 2                            | Таммани, Офицер, Охранник, Заложник                                                                          |            |
| 2000 | The Operative: No One Lives Forever             | Бруно Лоури                                                                                                  |            |
| 2002 | No One Lives Forever 2: A Spy in H.A.R.M.'s Way | Бруно Лоури                                                                                                  |            |
| 2004 | The Suffering                                   | Охранник |            |
| 2004 | Half-Life 2                                     | Одесса Кэббедж, мужские роли                                                                                 |            |
| 2005 | The Matrix Online                               | Агент Грей                                                                                                   |            |
| 2005 | FATE                                            | Рассказчик                                                                                                   |            |
| 2005 | The Suffering: Ties That Bind                   | Мужчина |            |
| 2006 | Half-Life 2: Episode One                        | Мужские роли                                                                                                 |            |
| 2007 | Half-Life 2: Episode Two                        | Григгс / Мужские роли                                                                                        |            |
| 2007 | Team Fortress 2                                 | Снайпер |            |
| 2008 | Left 4 Dead                                     | Радио в плавучем доме                                                                                        |            |
| 2009 | F.E.A.R. 2: Project Origin                      | Гарольд Киган                                                                                                |            |
| 2009 | inFamous                                        | Warden Harms                                                                                                 |            |
| 2009 | Halo 3: ODST                                    | Kinsler |            |
| 2010 | Halo: Reach                                     | Sword Control                                                                                                |            |
| 2011 | The Lord of the Rings: War in the North         | Beleram |            |
| 2013 | Dota 2                                          | Ancient Apparition, Dark Seer, Doom, Earthshaker, Pudge, Shadow Fiend, Storm Spirit, Голос the International |            |
| 2013 | SpaceVenture                                    | TBA |            |
| 2013 | Planetary Annihilation                          | Рассказчик                                                                                                   |            |
| 2018 | Artifact                                        | Dark Seer, Earthshaker, Storm Spirit, Shadow Fiend                                                           |            |
| 2019 | The Church in the Darkness                      | Исаак Валкер                                                                                                 |            |

## Книги
- «Танцы с вечностью» (2011)